# Henrik Mohn
Henrik Mohn (født 15. maj 1835 i Bergen, død 12. september 1916 i Kristiania) var en norsk meteorolog og geograf. Han var bror til Jacob og Emanuel Mohn.
Mohn blev student 1852 og mineralogisk kandidat 1858. Han deltog et par somre i undersøgelsen af det sydlige Norges geologi og udgav sammen med Peter Waage et Omrids af Krystallografien. Hans studier gik imidlertid væsentlig i retning af fysik og astronomi. I 1860 blev Mohn universitetsstipendiat i astronomi og vandt samme år "Kongens Guldmedaille" for den udsatte prisopgave om Kometbanernes indbyrdes Beliggenhed. Næste år blev han tillige observator ved det astronomiske observatorium i Kristiania, hvilken stilling han indehavde til 1866. I disse år holdt han forelæsninger ved universitetet over elementær astronomi og deltog derhos 1864—66 som trigonometrist i gradmålingens tjeneste. Da det norske meteorologiske institut blev besluttet oprettet, blev Mohn, som 1863 havde skrevet sin første meteorologiske afhandling om Storme i Kristiania fra 1837 til 1863 ("Polyteknisk Tidsskrift"), ansat som bestyrer af dette og tillige udnævnt til professor i meteorologi ved universitetet. I 1870 mødte Mohn som Norges delegerede ved den internationale meterkommission i Paris. Fra 1873 til sin død mødte han som sit lands repræsentant ved alle internationale meteorologiske kongresser i Europa. Han valgtes allerede på den første af disse ind i den permanente komité og blev stadig genvalgt. Han var medlem af den internationale kommission, der havde at organisere arbejdet ved de magnetiske og meteorologiske stationer i polarlandene 1882—83, såvel som af den internationale kommission for de skyundersølgelser, der foretogs 1896—97. 1875—81 var Mohn medlem af direktionen for den geografiske opmåling, siden 1876 af den da oprettede kommission for Norges deltagelse i den internationale jordmåling og 1883—92 af direktionen for Det kongelige Selskab for Norges Vel. Ved stiftelsen af det norske geografiske selskab 1889 blev Mohn valgt til formand, og efter at han det påfølgende år havde frabedt sig genvalg, stod han senere som viceformand. Mohn søgte afsked som professor og direktør for det meteorologiske institut fra 1. september 1913. 
Mohns væsentligste arbejde har naturligvis været knyttet til det meteorologiske institut, som under hans ledelse voksede til en betydelig anstalt med 1 underbestyrer, 2 meteorologer og 4 assistenter samt omkring 450 meteorologiske stationer rundt om i Norge. Allerede 1870 kunde Mohn få i stand en "Oversigt over Norges Klimatologi" i Ole Jacob Brochs Statistisk Aarbog for Norge. Efterhånden som observationsmaterialet voksede, underkastede Mohn de klimatologiske data ny bearbejdelser og publicerede såvel klimatologiske afhandlinger som tabeller. Fuldstændige Klima-Tabeller for Norge (»Kria Vidensk. Forh.«) udkom fra 1895 med omtrent 1 hefte per år. Blandt Mohns klimatologiske arbejder kan også nævnes Tordenvejrenes Hyppighed i Norge 1867—83 (1887) og Les orages dans la peninsule scandinave (1888) af Mohn i forening med Hugo Hildebrand Hildebrandsson. Fra instituttets oprettelse forestod Mohn udgivelsen af instituttets årbog, hvortil der senere, efter at en udvidet nedbørmåling blev sat i gang 1895, er kommet en større årlig publikation med titel Nedbøriagttagelser i Norge. Som meteorologisk videnskabsmand har Mohn udfoldet en rig virksomhed. 1870 udkom Det norske meteorologiske Instituts Storm-Atlas, der vakte megen opmærksomhed i meteorologiske kredse. Mohns hovedværk på det meteorologiske område er dog hans bog Om Vind og Vejr, tillægshefte til Folkevennen for 1872, hvilken bog han udgav i noget forbedret og forstørret skikkelse på tysk under titel: Grundzüge der Meteorologie (1875). Dette værk, som fremstillede og forklarede meteorologiens hovedresultater på en til den tid uanet klar og letfattelig måde, vandt almindelig anerkendelse. Det er udkommet i 5 oplag på tysk og er blevet oversat på russisk, italiensk, spansk, fransk, polsk og finsk. I 1903 blev den i en yderligere forøget udgave udgivet på norsk under titelen Meteorologi. 
Sammen med Cato Guldberg udgav Mohn 1876 og 1880 Études sur les mouvements de l'atmosphère, et arbejde, som er blevet grundlæggende for den dynamiske meteorologi. I forening med Georg Ossian Sars udarbejdede han forslag om plan for den norske Nordhavsekspedition; han deltog i dens togter og arbejde alle de tre somre 1876—78 og ledede herunder de fysisk-geografiske undersøgelser. I den norske nordhavsekspeditions beretning: Meteorologi (Kristiania 1883) samt hovedsagelig i Nordhavets Dybder, Temperatur og Strømninger (1887) har han nedlagt det væsentlige resultat af disse undersøgelser af tågesignaler og lod senere på fyrstationerne udføre specielle meteorologiske observationer, på grundlag af hvilke han foretog studier over lydens forplantning i atmosfæren ved de forskellige vejrtilstande. Resultaterne er fremlagte i tre afhandlinger Studien über Nebelsignale i Annalen der Hydrologie und maritimen Meteorologie (1892, 1893, 1895) og i en lille bog Om Taagesignaler (1897), der er udgiven med økonomisk bistand af det norske fyrvæsen. I Petermanns Mittheilungen har Mohn offentliggjort en stor del geografiske afhandlinger og for øvrigt både i udenlandske og indenlandske videnskabelige tidsskrifter såvel som dagspressen leveret en mængde artikler, fornemmelig af meteorologisk eller hydrografisk indhold, men til dels også behandlende astronomiske, fysikalske eller geologiske emner. Specielt kan mærkes: Dæmringen i Norge (Kristiania Videnskabs Selskabs Skrifter, 1908), og Neue Studien über das Hypsometer (Meteorologische Zeitschrift, 1908), samt hans sidste afhandling Der Luftdruck zu Framheim und seine tägliche Periode (Kristiania Videnskabs Selskabs Skrifter, 1916). Mohn var medredaktør af Polyteknisk Tidsskrift 1859—1862, og fra 1876 var han medudgiver af Nyt Magasin for Naturvidenskaberne. I forening med Hans Geelmuyden har han udgivet Elementær Lærebog i Astronomien (1876).